# Американська федерація праці
Американська федерація праці 
(АФП англ. American Federation of Labor (AFL)) — була однією з перших федерації профспілок у Сполучених Штатах. Вона була заснована в 1886 році союзом цехових спілок, що були незадоволеними «Лицарами праці», національною асоціацією профспілок. Семюель Гомперс (1850-1924) був обраний президентом Федерації на її установчому з'їзді і переобрився кожен рік, крім одного до його смерті. Тоді як Лицарі праці зникла, коаліція АФП поступово набирала силу. На практиці, спілки АФП відігравали важливу роль у промислових містах, де вони сформували центральний офіс праці для координації дій різних профспілок АФП.
Зосередившись на підвищення заробітної плати та гарантії зайнятості, АФП боролася проти соціалізму і соціалістичної партії. Після 1907 року організація співробітничає з демократичною партією на місцевому, регіональному та національному рівнях. АФП з ентузіазмом підтримала військові зусилля у Першій світовій війні. АФП почала втрачати членів у 1920-і роки і під час депресії, і оговталася у період Нового курсу після прийняття Закону Вагнера у 1935 році. АФП з ентузіазмом підтримала коаліцію нового курсу на чолі з демократом Франкліном Д. Рузвельтом.
У 1930-х роках був заснований Конгрес виробничих профспілок (КВП), який очолив Джон Л. Льюїс. Між двома федераціями розгорнулася жорстока боротьба за нових членів.
АФП завжди була ворожою щодо комуністів, тим більше що вони були сильними всередині суперника КВП. АФП бойкотувала Всесвітню федерацію профспілок (ВФП), через її рішення визнати радянські профспілки. АФП зіграла важливу роль у створенні конкурента Федерації, Міжнародної конфедерації вільних профспілок (МКВП), яка у підсумку виграла у підтримці всіх федерацій праці за винятком тих, що були з Радянського Союзу та його сателітів.
АФП вітала політику холодної війни адміністрації Трумена та рішуче підтримала американську військову інтервенцію в Корейській війні. Корупція у профспілках стала основним політичним питанням  у 1950-х роках.
АФП досягла свого піку в 1955 році, коли вона возз'єдналася з КВП у АФП-КВП.